# Caythorpe (Nottinghamshire)
Caythorpe – osada w Anglii, w hrabstwie Nottinghamshire, w dystrykcie Newark and Sherwood. Leży 12 km na północny wschód od miasta Nottingham i 176 km na północ od Londynu. Miejscowość liczy 259 mieszkańców.